# Saison 2007 de l'équipe cycliste Astana
L'équipe cycliste Astana participait en 2007, pour sa première saison, au ProTour.

## Effectif
| Cycliste                 | Date de naissance | Nationalité | Équipe 2006                      |
| ------------------------ | ----------------- | ----------- | -------------------------------- |
| Igor Abakoumov           | 30/05/1981        | Belgique    | Jartazi                          |
| Assan Bazayev            | 22/02/1981        | Kazakhstan  | Astana-Würth                     |
| Antonio Colom            | 11/05/1978        | Espagne     | Équipe cycliste Caisse d'Épargne |
| Koen de Kort             | 08/09/1982        | Pays-Bas    | Astana-Würth                     |
| Thomas Frei              | 19/01/1985        | Suisse      | néo-professionnel                |
| Maxim Gourov             | 30/01/1979        | Kazakhstan  | néo-professionnel                |
| René Haselbacher         | 15/09/1977        | Autriche    | Gerolsteiner                     |
| Maxim Iglinskiy          | 18/04/1981        | Kazakhstan  | Milram                           |
| Sergueï Ivanov           | 05/03/1975        | Russie      | T-Mobile                         |
| Benoît Joachim           | 14/01/1976        | Luxembourg  | Discovery Channel                |
| Andrey Kashechkin (S)    | 21/03/1980        | Kazakhstan  | Astana-Würth                     |
| Aaron Kemps              | 10/09/1982        | Australie   | Astana-Würth                     |
| Matthias Kessler (L)     | 16/05/1979        | Allemagne   | T-Mobile                         |
| Andreas Klöden           | 22/06/1975        | Allemagne   | T-Mobile                         |
| Alexey Kolessov          | 27/09/1984        | Kazakhstan  | néo-professionnel                |
| Julien Mazet             | 16/03/1981        | France      | Auber 93                         |
| Eddy Mazzoleni (RC)      | 29/07/1973        | Italie      | T-Mobile                         |
| Guennadi Mikhailov       | 08/02/1974        | Russie      | Discovery Channel                |
| Steve Morabito           | 30/01/1983        | Suisse      | Phonak                           |
| Andrey Mizourov          | 16/03/1973        | Kazakhstan  | Capec                            |
| Dmitriy Muravyev         | 02/11/1979        | Kazakhstan  | néo-pro                          |
| Daniel Navarro           | 18/07/1983        | Espagne     | Astana-Würth                     |
| Grégory Rast             | 17/11/1980        | Suisse      | Phonak                           |
| José Antonio Redondo     | 05/03/1985        | Espagne     | Astana-Würth                     |
| Paolo Savoldelli         | 07/05/1973        | Italie      | Discovery Channel                |
| Michael Schär            | 29/09/1986        | Suisse      | néo-pro                          |
| Evgueni Sladkov          | 15/12/1983        | Kazakhstan  | Jartazi                          |
| Alexandre Vinokourov (L) | 16/09/1973        | Kazakhstan  | Astana-Würth                     |
| Sergueï Yakovlev         | 21/04/1976        | Kazakhstan  | Astana-Würth                     |

(S) : Coureur suspendu dans l'attente de la contre-expertise ; (L) : Coureur licencié à la suite de contrôle positif ; (RC) : Rupture de contrat.

## Victoires
| Date       | Course                                         | Pays       | Classe | Vainqueur            |
| ---------- | ---------------------------------------------- | ---------- | ------ | -------------------- |
| 14/02/2007 | Trofeo Soller                                  | Espagne    | 1.1    | Antonio Colom        |
| 20/03/2007 | Classement général de Tirreno-Adriatico        | Italie     | PT     | Andreas Klöden       |
| 11/04/2007 | 2e étape B du Circuit de la Sarthe             | France     | 2.1    | Andreas Klöden       |
| 13/04/2007 | Classement général du Circuit de la Sarthe     | France     | 2.1    | Andreas Klöden       |
| 01/05/2007 | Prologue du Tour de Romandie (CLM)             | Suisse     | PT     | Paolo Savoldelli     |
| 02/06/2007 | 20e étape du Tour d'Italie (CLM)               | Italie     | PT     | Paolo Savoldelli     |
| 10/06/2007 | 4e étape du Tour de Luxembourg                 | Luxembourg | 2.HC   | Grégory Rast         |
| 10/06/2007 | Classement général du Tour de Luxembourg       | Luxembourg | 2.HC   | Grégory Rast         |
| 13/06/2007 | 3e étape du Critérium du Dauphiné libéré (CLM) | France     | PT     | Alexandre Vinokourov |
| 15/06/2007 | 5e étape du Critérium du Dauphiné libéré       | France     | PT     | Antonio Colom        |
| 16/06/2007 | 6e étape du Critérium du Dauphiné libéré       | France     | PT     | Maxim Iglinskiy      |
| 17/06/2007 | 7e étape du Critérium du Dauphiné libéré       | France     | PT     | Alexandre Vinokourov |
| 29/06/2007 | Championnat du Kazakhstan sur route            | Kazakhstan | CN     | Maxim Iglinskiy      |
| 21/07/2007 | 13e étape du Tour de France (CLM)              | France     | PT     | Alexandre Vinokourov |
| 23/07/2007 | 15e étape du Tour de France                    | France     | PT     | Alexandre Vinokourov |
| 14/10/2007 | Prologue du Herald Sun Tour                    | Australie  | 2.1    | Aaron Kemps          |
| 17/10/2007 | 3e étape du Herald Sun Tour                    | Australie  | 2.1    | Aaron Kemps          |
| 18/10/2007 | 4e étape du Herald Sun Tour                    | Australie  | 2.1    | Steve Morabito       |
| 20/10/2007 | 6e étape du Herald Sun Tour                    | Australie  | 2.1    | Steve Morabito       |
| 21/10/2007 | 7e étape du Herald Sun Tour                    | Australie  | 2.1    | Aaron Kemps          |

## Classements UCI ProTour

### Individuel
Classement au ProTour 2007 des coureurs de l'équipe Astana.
| Rang | Coureur          | Points |
| ---- | ---------------- | ------ |
| 32   | Andreas Klöden   | 67     |
| 33   | Paolo Savoldelli | 66     |
| 111  | Dmitriy Muravyev | 10     |
| 182  | Antonio Colom    | 3      |
| 187  | Maxim Iglinskiy  | 3      |
| 204  | Aaron Kemps      | 2      |
| 220  | Assan Bazayev    | 2      |

### Équipe
L'équipe Astana a terminé à la 12e place avec 218 points.